# Пропэль
Propel (ранее Валлийская национальная партия, а затем Валлийская национальная партия) — суверенная и валлийская националистическая политическая партия в Уэльсе, которая выступает за независимость Уэльса от Соединенного Королевства . Партия была создана в начале 2020 года ее нынешним лидером Нилом МакЭвой. МакЭвой является членом Senedd от Центрального Южного Уэльса и ранее входил в состав Plaid Cymru, от имени которого он был избран до того, как стал независимым и затем основал WNP.
Избирательная комиссия Соединенного Королевства отклонила название Welsh Nation Party в 2021 году, ранее отклонив также название Welsh National Party, заявив, что оно «до степени смешения похоже на другую уже зарегистрированную партию [Plaid Cymru]». МакЭвой заявил, что вместо этого он будет стремиться зарегистрировать имя Propel.

## История
В 2018 году Нил МакЭвой основал группу давления под названием «Propel Wales» и официально основал группу на встрече в Кардиффской угольной бирже 21 мая 2018 года МакЭвой, занимавший в то время должность независимого менеджера из-за его 18-месячного изгнания из Plaid Cymru в марте 2018 года заявил, что, хотя Propel Wales находился «внутри Plaid Cymru», он стремился связаться с теми, кто находится за пределами Plaid Cymru и людям, которые совершенно не интересовались уэльской политикой.
23 октября 2019 года трое оставшихся членов совета Кардиффа по плед-камру сложили с себя полномочия партии, обвинив партию в том, что она «слишком близка к лейбористам». Макэвой также был советником Плед Камру в приходе Фэйруотер до своего исключения из партии.

## Политики
Партия является явно валлийским националистом и выступает за независимость валлийцев от Соединенного Королевства . 22 октября 2019 года Нил МакЭвой (в то время занимавший должность независимого AM (Член парламента Уэльса) внес предложение о проведении референдума о «национальном суверенитете Уэльса». Это был первый раз, когда законодательный орган Уэльса проголосовал за предложение провести референдум о независимости Уэльса. Предложение было отклонено 8 голосами против 43 при этом даже некоторые AM Plaid Cymru не поддержали его несмотря на то, что официальная политика Plaid Cymru заключалась в проведении референдума о независимости.
Платформа партии построена на принципах индивидуального суверенитета, суверенитета сообщества и национального суверенитета. Партия опубликовала заявление о своих принципах на своем веб-сайте, большая часть которого заимствована из более раннего «Заявления Propel Wales».
В заявлении партия выступает за:
- Естественная справедливость, надлежащая правовая процедура и свобода слова должны быть закреплены в валлийской конституции и билле о правах.
- Право сообществ влиять на местную политику посредством референдумов.
- Децентрализация принятия решений на уровне сообщества.
- Вынесение «действий, которые уменьшили бы национальный суверенитет» на всенародный референдум.
- Справедливая и честная рыночная экономика.
- Ликвидация крайней бедности в Уэльсе.
- Борьба с коррупцией, кумовством, корпоративным лоббированием и деньгами в политике.
- Разрушение монополий.
- Государство всеобщего благосостояния, которое действует как «надежная подстраховка».
- Устойчивая реиндустриализация Уэльса.

WNP также выразила решительную антиядерную позицию, в частности, в отношении сброса вынутой из грунта грязи с мыса Хинкли в Сомерсете у побережья Кардиффа. Сторонники антиядерной кампании выразили опасения, что выемка грунта на морское дно возле новоя Атомная электростанция Хинкли может привести к накоплению загрязнений от старых ядерных реакторов A и Б, что, в свою очередь, означает сброс загрязненного ила. вдоль побережья Кардиффа. Макэвой был давним критиком этих планов.

## Лидерство
| # | Имя                   | Округ                   | Начало срока      | Конец срока |
| - | --------------------- | ----------------------- | ----------------- | ----------- |
| 1 | Нил МакЭвой (р. 1970) | Южный Уэльс Центральный | 15 января 2020 г. |             |

## Противоречие имени
В феврале 2020 года Избирательная комиссия решила, что партия не может использовать валлийское название Plaid Genedlaethol Cymru на том основании, что оно слишком похоже на Plaid Cymru, но согласилась с регистрацией англоязычного названия «Welsh National Party». В ответ Макэвой заявил, что «мы будем называться Plaid Genedlaethol Cymru на нашем национальном языке, независимо от того, что написано в бюллетенях для голосования»
1 мая 2020 года стало известно, что Plaid Cymru готовился подать на Избирательную комиссию в суд по поводу ее решения разрешить Макэвою зарегистрировать английское название «Welsh National Party». Plaid Cymru была образована в 1925 году как "Plaid Genedlaethol Cymru " (Русский язык: Национальная партия Уэльса), но партия отказалась от этого названия в какой-то момент в 1940-х годах в пользу использования Plaid Cymru (Русский язык: Партия Уэльса) и в партийной литературе того времени часто упоминалась как «Валлийская партия».
6 мая 2020 года, после угрозы судебного иска со стороны Плайда Камру, Избирательная комиссия исключила Валлийскую национальную партию из реестра политических партий, поэтому необходимо будет подать второе заявление на регистрацию имени. В ответ МакЭвой назвал это решение «позорным днем для демократии» и сказал, что партия обратилась за «срочной юридической консультацией», а также за заявлением комитета спикера по Избирательной комиссии, который курирует Избирательную комиссию.
В ноябре 2020 года Макэвой объявил о планах переименовать партию в «Партию валлийской нации» в преддверии выборов 2021 года. Этот ребрендинг уже состоялся на официальном сайте партии wnp.wales.
В январе 2021 года Избирательная комиссия отклонила новое название, заявив, что оно «до степени смешения похоже на другую уже зарегистрированную партию Plaid Cymru», а Макэвой заявил, что вместо этого будет стремиться зарегистрировать имя Propel.

## Избранные члены
| Валлийский парламент              | Сиденья | Члены                                  |
| --------------------------------- | ------- | -------------------------------------- |
| 5-я Национальная ассамблея Уэльса | 1 из 60 | - Нил МакЭвойЮжный Уэльс, Центральный) |

| Местная власть                  | Сиденья |
| ------------------------------- | ------- |
| Городской совет округа Бридженд | 1 из 54 |
| Кардиффский совет               | 4 из 75 |
| Гвинед Совет                    | 2 из 75 |
| Совет Нит Порт-Талбот           | 1 из 64 |